# Fionnghuala O'Reilly
Fionnghuala „Fig” O'Reilly (ur. 20 sierpnia 1993 w San Francisco) – amerykańsko-irlandzka modelka, inżynierka i zwyciężczyni konkursu Miss Universe Ireland 2019. Znana z zaangażowania w promowanie kobiet w naukach ścisłych oraz w branży technologicznej.

## Życie i kariera

### Wczesne życie i edukacja
Urodziła się i wychowała w San Francisco. Ma podwójne obywatelstwo – amerykańskie i irlandzkie (dzięki irlandzkim korzeniom). Ukończyła studia inżynierskie na George Washington University, zdobywając tytuł licencjata w dziedzinie systemów inżynieryjnych.

### Kariera
Jako modelka zyskała międzynarodową rozpoznawalność po zdobyciu tytułu Miss Universe Ireland w 2019. Była pierwszą czarną kobietą, która zdobyła ten tytuł. Reprezentowała Irlandię na konkursie Miss Universe 2019, gdzie została doceniona za m.in. inteligencję.

### Inżynierka i popularyzatorka nauk
Jako inżynierką pracowała na stanowisku analityczki systemów w NASA, przyczyniając się do różnorodnych projektów technologicznych. Jej praca w NASA obejmowała zarówno zadania inżynieryjne, jak i zaangażowanie w inicjatywy promujące różnorodność i inkluzję w branży technologicznej. Jest ambasadorką organizacji Engineers Ireland i promuje karierę kobiet w inżynierii. Jako prowadząca program Mission Unstoppable na CBS zachęca młode kobiety do podejmowania studiów i kariery w STEM. W 2022 założyła organizację Space to Reach działającą na rzecz czarnych i brązowych kobiet w STEM.
Jest jedną z członkiń Historical Association’s Next-Gen Leaders działającego przy Białym Domu. W 2022 otrzymała African American Irish Diaspora Network’s Heritage and Spirit Award. Została doceniona na działalność na rzecz ludzi koloru w Irlandii.

### Życie prywatne
Jest znana z zaangażowania w kwestie społeczne, szczególnie związane z różnorodnością i inkluzją. Bierze udział w panelach dyskusyjnych i konferencjach na temat roli kobiet w nauce i technologii, prowadzi tego typu spotkania.